# Michael Mronz
Michael Mronz, né le 1er mars 1967 à Cologne, est un directeur sportif allemand.

## Biographie
Michael Mronz est le  fils cadet de la galeriste Ute Mronz et de l'architecte John Mronz (décédé en 1998) à Cologne. Très jeune, il se passionne pour le sport. Depuis toujours il y a des liens avec le sport dans sa famille grâce à son frère, l'ancien joueur de tennis professionnel Alexander Mronz. Durant ses études en administration des affaires à Göttingen, Michael Mronz commence à organiser des tournois de tennis. Il obtient son diplôme en administration des affaires de l'Université de Cologne pendant l'hiver 1999. 
Mronz a été le compagnon de Guido Westerwelle, président du FDP, ministre fédéral des Affaires étrangères et ancien vice-chancelier dans le cabinet Merkel II, de 2003 jusqu'à sa mort due à une leucémie en 2016.

## Source
- (de) Cet article est partiellement ou en totalité issu de l’article de Wikipédia en allemand intitulé « Michael Mronz » (voir la liste des auteurs).